# بوبي بال
بوبي بال (بالإنجليزية: Bobby Ball)‏ هو كوميدي ارتجالي ومهندس وممثل بريطاني، ولد في 28 يناير 1944 في المملكة المتحدة.

## وصلات خارجية
- بوبي بال على موقع IMDb (الإنجليزية)
- بوبي بال على موقع قاعدة بيانات الفيلم (الإنجليزية)